# Miłość czy kochanie
Miłość czy kochanie (ang. Relativity, 1996–1997) – amerykański serial obyczajowy stworzony przez Jasona Katimsa.
Jego światowa premiera odbyła się 24 września 1996 roku na kanale ABC. Ostatni odcinek został wyemitowany 14 kwietnia 1997 roku. W Polsce nadawany był na kanale TVP2, wiosną i latem 1998.

## Obsada
- Kimberly Williams-Paisley jako Isabel Lukens
- David Conrad jako Leo Roth
- Jane Adams jako Karen Lukens
- Randall Batinkoff jako Everett
- Cliff De Young jako David Lukens
- Lisa Edelstein jako Rhonda Roth
- Adam Goldberg jako Doug
- Devon Gummersall jako Jake Roth
- Robert Katims jako Hal Roth
- Poppy Montgomery jako Jennifer Lukens
- Richard Schiff jako Barry Roth
- Mary Ellen Trainor jako Eve Lukens

## Spis odcinków
| N/o            | Tytuł angielski         |
| -------------- | ----------------------- |
|                |                         |
| SERIA PIERWSZA |                         |
|                |                         |
| 01             | Pilot                   |
|                |                         |
| 02             | Just One More Thing     |
|                |                         |
| 03             | First Impressions       |
|                |                         |
| 04             | The Unveiling           |
|                |                         |
| 05             | Moving In               |
|                |                         |
| 06             | Fathers                 |
|                |                         |
| 07             | No Job Too Small        |
|                |                         |
| 08             | Jake Gets a Job         |
|                |                         |
| 09             | Jealousy                |
|                |                         |
| 10             | Role Model              |
|                |                         |
| 11             | Unsilent Night          |
|                |                         |
| 12             | New Year's Eve          |
|                |                         |
| 13             | The Day the Earth Moved |
|                |                         |
| 14             | Billable Hours          |
|                |                         |
| 15             | Karen and Her Sisters   |
|                |                         |
| 16             | Valentine's Day         |
|                |                         |
| 17             | Hearts And Bones        |
|                |                         |